# Filippinkejsarduva
Filippinkejsarduva (Ducula poliocephala) är en fågel i familjen duvor inom ordningen duvfåglar.

## Utseende och läte
Filippinkejsarduvan är en stor duva med vitt huvud, mörkt blågrått på bröstet och övre delen av ryggen, gröna vingar, vitaktig buk med skär anstrykning och rostrött under stjärtroten. Noterbart är även en stor röd ring runt ögat. Arten påminner något om mindorokejsarduvan, men är till skillnad från denna mörk på hals och bröst. Sången består av djupa, dånande och stigande "doo-dup! doo-dup!" som kan höras på långt håll.

## Utbredning och systematik
Fågeln förekommer i högländer i Filippinerna. Den behandlas som monotypisk, det vill säga att den inte delas in i några underarter.

## Status och hot
Arten har ett stort utbredningsområde, men tros minska i antal, dock inte tillräckligt kraftigt för att den ska betraktas som hotad. Internationella naturvårdsunionen IUCN listar arten som nära hotad (LC).